# Anselmo Zurutuza
Anselmo Cayetano Zurutuza (Bilbao, entre 1790 y 1810 - Puebla de Zaragoza, 1852). Fue un importante empresario, de origen vasco, que vivió en México durante la primera parte del agitado en el siglo XIX, en la etapa conocida históricamente como México independiente. Su principal contribución fue en el área de transportes, desarrollando una empresa de diligencias en 1840, haciendo posible la comunicación en gran parte del país. Se le considera como uno de los iniciadores del transporte y las comunicaciones en México.

## Inicios
Llegó a México a principios del siglo XIX junto a su hermano, Mariano Zurutuza, que era un comerciante del consulado de Veracruz que decidió regresar a España estableciéndose en Cádiz, donde mantuvo estrecho contacto con Rafael Leandro Echenique, socio mercantil de Anselmo. A diferencia de su hermano, Anselmo se estableció en México, haciéndose arrendatario de un ingenio azucarero en Atlacomulco, Morelos.
Parte de su riqueza vendría de Atlacomulco, y de otra hacienda que se haría propietario poco tiempo después, ubicada en el ejido de Arroyo-Zarco, en Aculco, Estado de México.

## Inicio de las diligencias
La primera compañía de diligencias en México era propiedad de tres estadounidenses, Jorge Coyne, Nataniel Smart y Jacobo Renewalt, procedentes de Nueva Inglaterra, que establecieron en 1830 la primera ruta que iba de la Ciudad de México a Veracruz, pasando por Jalapa. Los principales motivos para crear esta ruta fue para el traslado eficaz de la correspondencia y servicio de pasajeros.
En 1832, la compañía se llamaba "Coyne y Escandón"; Manuel Escandón (hermano de Antonio Escandón), era un asociado menor de la compañía de diligencias. En 1834, Don Anselmo Zurutuza, junto a Manuel Escandón, gestionaron la concesión de la reparación de la red de caminos; éste negocio fue firmado por Antonio López de Santa Anna, que concedió, por un período de quince años, la reparación de la red que comprendía las rutas de México a Querétaro y Cuernavaca, de Querétaro a Guadalajara y Zacatecas, de Guadalajara a Lagos y de Perote a Veracruz.

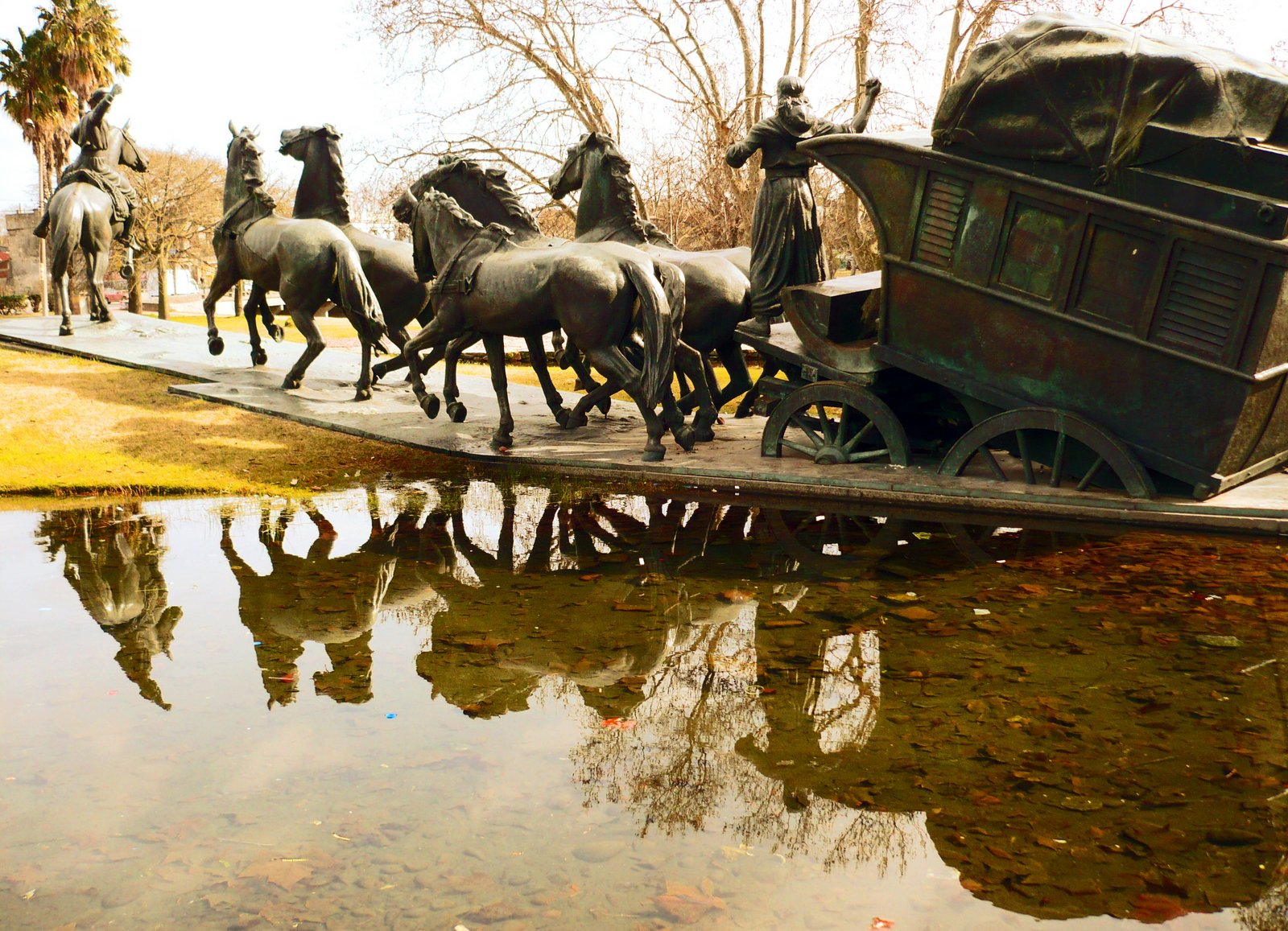
La Diligencia.

La reparación de caminos era necesario pues, la independencia de México en 1821 y el período de 1829 a 1834, que era de gran agitación política creada por la expulsión de españoles por el asesinato de Vicente Guerrero, había dejado estragos en todo el país haciendo que los caminos que existían estuvieran en muy malas condiciones.En 1826, el presidente Guadalupe Victoria decía: "la agricultura, el comercio y la industria, están pidiendo la mejora de caminos, que ninguna comodidad proporcionan hoy al comerciante y al viajero".
Pero sería hasta 1827 cuando el gobierno de Guadalupe Victoria pudo establecer una Junta de Caminos para administrar los peajes y cuidar los caminos. Las elecciones presidenciales de 1828, el golpe de Estado liberal, el contragolpe conservador de 1831, la revolución de Santa Anna y las propuestas de Joel Roberts Poinsett de comprar a México el territorio de Texas hasta el límite con el Río Bravo, confluyeron para que muchos proyectos de mejoras y construcción de caminos tuvieran que esperar tiempos mejores.
Alrededor del año 1836, la empresa “Coyne y Escandón” tuvo problemas con la sociedad mexicana, especialmente en el puerto de Veracruz; hubo asaltos a las diligencias y maltrato por parte de los ciudadanos, al punto de apedrear los carros. Los causantes de éstos maltratos fueron grupos de arrieros y pequeños grupos políticos regionales que defendían los intereses de los arrieros. Estos grupos se opusieron, pues hasta antes de la introducción de la compañía de diligencias norteamericana, los arrieros eran los encargados del transporte en el país.

## Línea Unida de Diligencias

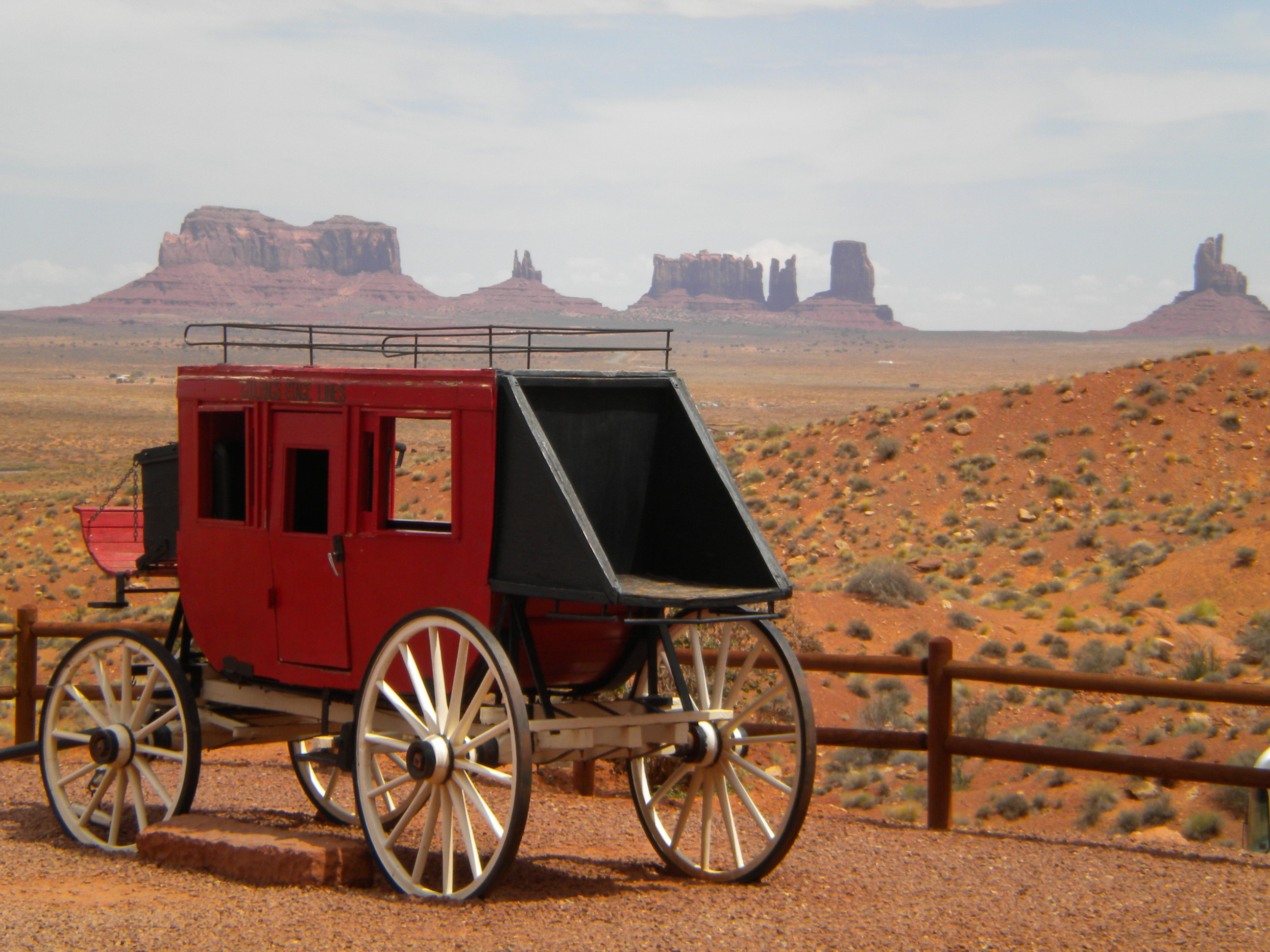
Foto de Diligencia

Zurutuza y Escandón se vieron beneficiados, pues al no poder cubrir parte de la inversión que querían hacer, el gobierno les concedió el producto de los peajes de algunas rutas y la concesión del transporte de correos entre México y Veracruz para financiar la mejora de rutas; todo esto le convenía al gobierno, pues necesitaban crear una red de comunicación más eficiente y, sobre todo, el punto principal sería que, a cambio de estos beneficios, los dueños de la compañía de diligencias se comprometían a prestar dinero al gobierno, que siempre se encontraba escaso de recursos. 
El peaje era un impuesto que se le pagaba al gobernador de determinado territorio por el tránsito dentro de ese territorio.
Después de 8 años ineficaces por parte de la compañía estadounidense, Anselmo Zurutuza y Manuel Escandón lograron comprar la empresa, dándole un gran impulso gracias a la reparación de caminos, extensión de redes y aumento de la seguridad que obtuvieron gracias al convenio hecho con Antonio López de Santa Anna. La empresa pasó a tener el nombre de "Paquetes de la Unión Mexicana de Diligencias" o, abreviado, “Unión Mexicana de Diligencias”.
Para finales de 1840, don Anselmo Zurutuza sería el propietario mayor de la empresa, cambiándole el nombre a “Línea Unida de Diligencias”. Empezó a extender las rutas en todas las direcciones, e incluso a abrir caminos, ya que era una época en la cual el país contaba con pocos caminos y estaba en medio de guerras civiles y vandalismo. Terminó por crear un sistema de transporte completo, con casa de postas, estaciones y fondas. Los servicios brindados en las postas de poblaciones importantes incluían: catres, mesas, sillas, y mayor limpieza.
Para los comerciantes veracruzanos era de vital importancia que el contacto entre la costa del Golfo y el Altiplano continuara efectuándose, por eso muchos de ellos ayudaron al afianzamiento del sistema de diligencias.

## Hotel Diligencias

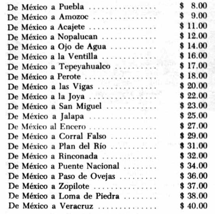
Lista del cobro de peajes de las diligencias

En 1850, inauguró el Hotel Diligencias, que antes fue el Palacio Iturbide. Este edificio fue construido entre 1770 y 1785 por el arquitecto novohispano Francisco Guerrero y Torres, por mandato del matrimonio de Don Miguel de Berrio y Saldívar, primer marqués del Jaral de Berrio y su esposa Ana María de la Campa y Cos, segunda Condesa de San Mateo de Valparaíso.
Después fue destinado como regalo de bodas para Doña María Ana, única hija de los condes, la cual contrajo matrimonio en 1768 con don Pedro de Moncada, marqués de Villafont, siciliano de origen y miembro de familia noble.
Tomó el nombre de Palacio de Iturbide a partir de que en él habitara Agustín de Iturbide y saliera de esta residencia para ser coronado Emperador de México. En 1850, el Palacio fue vendido a Anselmo Zurutuza, y sufrió mínimas alteraciones para adaptarlo como el "Hotel Diligencias". Posteriormente lo compró el Sr. Germán Landa quien transformó el Palacio en un hotel de lujo en 1885 como "Hotel Iturbide". Este hotel, en 1850, fue el punto donde salían y llegaban los autos puntualmente. Las rutas de las diligencias eran de oeste a este porque las carreteras habían sido diseñadas para facilitar el traslado de las conductas de oro y plata que debían ser embarcadas en el puerto de Veracruz con destino a la Metrópoli.

## Años finales

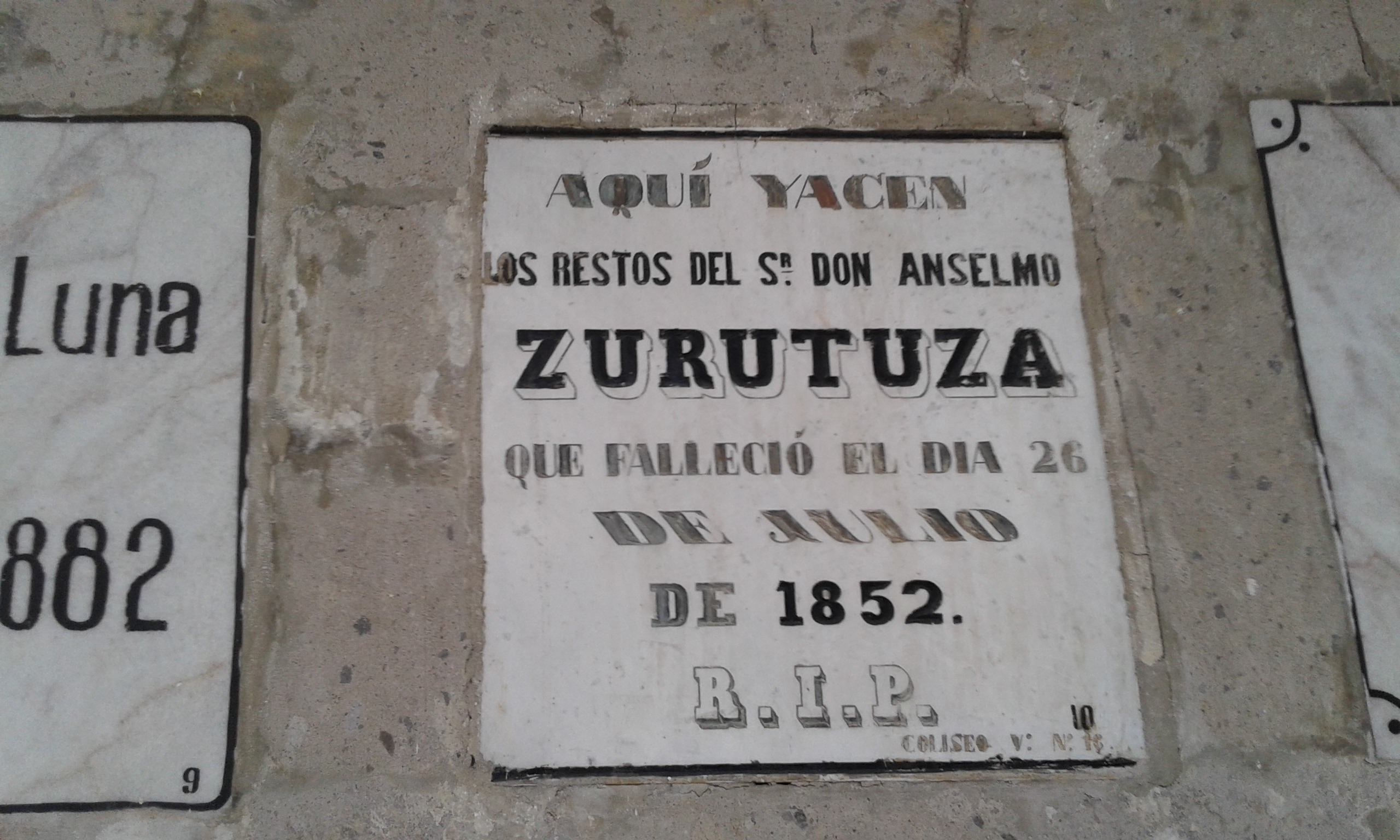
Nicho de Anselmo Zurutuza en el Panteón de San Fernando de la Ciudad de México.

Anselmo Zurutuza se consideraba como un impulsor de la cultura y del bien de la sociedad, pues antes de su muerte se preocupó por la enseñanza de la juventud. Al morir, heredó una importante cantidad para financiar las escuelas del estado de Veracruz en la instrucción de idiomas y decretó que con ello se contratara a un profesor que se encargara de la enseñanza. Murió en la ciudad de Puebla, el 26 de julio de 1852. Sus restos descansan en el nicho No. 10 del Panteón de San Fernando de la Ciudad de México.